# Руденька (Тетерівська сільська громада)
Руде́нька — село в Україні, в Тетерівській сільській територіальній громаді Житомирського району Житомирської області. Населення становить 17 осіб.

## Історія
Колишні назви Чернеча Рудня та Чернеча Руденка. У 1906 році Чернеча Рудня, хутір П'ятківської волості Житомирського повіту Волинської губернії. Відстань від повітового міста 30 верст, від волості 19. Дворів 3, мешканців 20.